# Miguel Paleólogo (sebastos)
Miguel Paleólogo (en griego: Μιχαήλ Παλαιολόγος; fallecido en 1155) fue un funcionario y militar bizantino de la familia Paleólogo, que tenía el título de sebastos. Probablemente era hijo de Jorge Paleólogo.
Fue desterrado por Juan II Comneno pero fue llamado de su destierro por el siguiente emperador Manuel I Comneno. Dirigió las fuerzas militares bizantinas en el sur de Italia y consiguió éxitos en la guerra contra Guillermo I de Sicilia. Murió en 1155 en Bari, ciudad que había conquistado poco antes.